# Bladen (Nebraska)
Bladen es una villa ubicada en el condado de Webster en el estado estadounidense de Nebraska. En el Censo de 2010 tenía una población de 237 habitantes y una densidad poblacional de 254,89 personas por km².

## Geografía
Bladen se encuentra ubicada en las coordenadas 40°19′24″N 98°35′45″O / 40.32333, -98.59583. Según la Oficina del Censo de los Estados Unidos, Bladen tiene una superficie total de 0.93 km², de la cual 0.93 km² corresponden a tierra firme y (0%) 0 km² es agua.

## Demografía
Según el censo de 2010, había 237 personas residiendo en Bladen. La densidad de población era de 254,89 hab./km². De los 237 habitantes, Bladen estaba compuesto por el 87.34% blancos, el 0% eran afroamericanos, el 0% eran amerindios, el 0% eran asiáticos, el 3.8% eran isleños del Pacífico, el 7.59% eran de otras razas y el 1.27% pertenecían a dos o más razas. Del total de la población el 9.7% eran hispanos o latinos de cualquier raza.